# Козача Губерля
Коза́ча Губерля́ (рос. Казачья Губерля) — село у складі Гайського міського округу Оренбурзької області, Росія.
Стара назва — Губерля.

## Село і Шевченко
Шевченко був у селі в червні 1847 року, коли його везли з Оренбурга до Орської фортеці, та в травні 1850 року, коли його перевозили під конвоєм з Оренбурга в Орську фортецю, і восени 1850 року — по дорозі з Орської фортеці в Новопетровське укріплення. Поет згадував це село в повісті «Близнецы» словами свого героя «Переночевал… еще у Губерле (предпоследняя станция перед Орской крепостью), собственно для того, чтобы полюбоваться на другой день Губерлинскими горами… До 12 часов я гулял в губерлинской роще й любовался окружающими ее горами, чистой речечкой Губерлей, прорезывающей рощу й извивающейся около самых козачьих хат. Пообедавши…, я оставил живописную Губерлю».

## Населення
Населення — 148 осіб (2010; 245 у 2002).
Національний склад (станом на 2002 рік):
- росіяни — 78 %